# Ивлев, Дмитрий Данилович
Дмитрий Данилович Ивлев (16 [29] октября 1914, с. Прилепы — 27 марта 1998, Пятигорск, Ставропольский край) — старший лейтенант Советской Армии, участник Великой Отечественной войны, Герой Советского Союза (1944).

## Биография
Дмитрий Ивлев родился 16 (29) октября 1914 года в селе Прилепы (ныне — Чернянского района Белгородской области). Русский. После окончания неполной средней школы работал счетоводом, агентом по заготовкам. В 1939 году Ивлев был призван на службу в Рабоче-крестьянскую Красную Армию. С июня 1941 года — на фронтах Великой Отечественной войны. К сентябрю 1943 года старшина Дмитрий Ивлев был старшиной роты 1323-го стрелкового полка 415-й стрелковой дивизии 61-й армии Центрального фронта. Отличился во время битвы за Днепр.
27 сентября 1943 года Ивлев во главе группы бойцов успешно переправился через Днепр в районе хутора Змеи Репкинского района Черниговской области Украинской ССР и принял активное участие в боях за захват и удержание плацдарма на его западном берегу. Группа отбила 17 немецких контратак, уничтожив 4 дзота, 5 танков, 6 огневых точек, освободила населённый пункт. В боях Ивлев лично уничтожил 48 немецких солдат и офицеров, 1 пулемёт и 1 танк.
Указом Президиума Верховного Совета СССР «О присвоении звания Героя Советского Союза генералам, офицерскому, сержантскому и рядовому составу Красной Армии» от 15 января 1944 года за «образцовое выполнение боевых заданий командования по форсированию реки Днепр и проявленные при этом мужество и героизм» старшина Дмитрий Ивлев был удостоен высокого звания Героя Советского Союза с вручением ордена Ленина и медали «Золотая Звезда» за номером 3323.
В 1945 году Ивлев ускоренным курсом окончил Житомирское пехотное училище. В 1946 году в звании младшего лейтенанта он был уволен в запас. Проживал в Пятигорске, работал заместителем главного врача на местной станции переливания крови. Скончался в 1998 году, похоронен на Ново-Горячеводском (Нальчикском) кладбище в Пятигорске.
Был также награждён орденами Отечественной войны 1-й степени и Славы 3-й степени, рядом медалей.